# 菲奇堡 (马萨诸塞州)
菲奇堡（英語：Fitchburg）位于美国马萨诸塞州北部，是伍斯特县的县治所在，面积72.7平方公里。根据2000年美国人口普查，共有39,102人，其中白人占81.86%、亚裔美国人占4.27%、非裔美国人占3.65%。

## 友好城市
- 中华人民共和国天津市